# SNCASO Trident
Con il nome di SNCASO Trident (dal francese, Tridente) vengono identificati una serie di prototipi sperimentali, finalizzati alla realizzazione di un aereo da caccia, sviluppati dalla Société nationale des constructions aéronautiques du sud-ouest (SNCASO) nel corso degli anni cinquanta.
Il progetto era caratterizzato dall'apparato propulsivo costituito da due turbogetti (disposti alle estremità delle semiali) e da un motore a razzo (alloggiato nel terminale posteriore della fusoliera); questa formula era già stata sperimentata su un esemplare del precedente SO-6020 Espadon ed era stata pensata per garantire, in modo relativamente facile, il raggiungimento della velocità supersonica.

## Storia del progetto

### SO-9000 (Trident I)
La SNCASO avviò il progetto per il nuovo velivolo sperimentale a propulsione mista alla fine degli anni quaranta. Sviluppando il concetto di caccia intercettore, lo stesso che negli Stati Uniti aveva condotto alla realizzazione del Republic XF-91 Thunderceptor (che aveva volato il 9 maggio 1949), la SNCASO presentò il progetto del SO-9000 ai vertici dell'Armée de l'air nel luglio del 1950; il progetto incontrò i favori delle autorità che accettarono di finanziare gli studi e che, nell'aprile del 1951, confermarono l'ordine per due prototipi che differivano tra loro nel profilo alare.
Il 2 marzo del 1953 il SO-9000 venne portato in volo per la prima volta dall'Aeroporto di Villaroche (nei pressi di Melun); questo primo volo avvenne con il solo ausilio dei turbogetti, poiché all'epoca il previsto motore a razzo non era ancora operativo. Nello stesso anno venne presentato al Salone di Parigi dove, tuttavia, colpì gli osservatori soprattutto per la lunga corsa necessaria per il decollo, proprio in ragione dell'utilizzo, ancora una volta, dei soli turbogetti.
Il 1º settembre del 1953 venne portato in volo il secondo prototipo del SO-9000, ma questa occasione fu funestata da un incidente che portò alla perdita del velivolo; il pilota collaudatore riuscì a salvarsi malgrado le gravi ferite.
Fu solamente un anno dopo, esattamente il 4 settembre 1954 che il SO-9000 effettuò il primo volo durante il quale venne utilizzato anche il motore a razzo: non vennero riscontrati problemi particolari anche se i turbogetti Marboré vennero considerati insufficienti a garantire le prestazioni previste e si decise di sostituirli con due più potenti Dassault MD30 (versione prodotta su licenza del britannico Armstrong Siddeley Viper); con questa nuova configurazione il SO-9000 venne portato in volo il 17 marzo del 1955.
Dopo aver dato prova delle proprie capacità, raggiungendo con facilità velocità supersoniche (anche grazie al rapido sviluppo del motore a razzo, che venne realizzato anche in una versione a tripla camera di combustione), il progetto del Trident proseguì con la realizzazione della seconda versione, ordinata nel corso del 1954 e denominata SO-9050, che vide la luce nel 1955; il S0-9000 superstite venne quindi destinato al museo.

### SO-9050 (Trident II)
Ordinato (anche questa volta) in due esemplari, il SO-9050 riprendeva la struttura del predecessore: l'ala rimaneva priva di freccia ed il suo spessore era di misura intermedia rispetto a quella dei due esemplari del SO-9000; modifiche marginali interessarono gli aerofreni ed il carrello d'atterraggio. Modifiche di maggior consistenza riguardavano invece i motori: era previsto che venissero impiegati due turboreattori Turbomeca Gabizo dotati di postbruciatore mentre il motore a razzo sarebbe stato un SEPR 63 a doppia camera di combustione. Quest'ultima soluzione pur garantendo minor potenza, rispetto alla tripla camera della versione installata sul SO-9000, assicurava maggior autonomia operativa a parità di quantità di combustibile a disposizione.
All'epoca, tuttavia, il Gabizo non era ancora operativo e si optò per mantenere provvisoriamente i Dassault MD30 già utilizzati sul SO-9000.
Il primo esemplare del Trident II venne portato in volo per la prima volta il 19 luglio del 1955 ed il primo volo con l'impiego del motore a razzo venne effettuato il 21 dicembre dello stesso anno. Un nuovo incidente interessò invece il secondo prototipo che andò distrutto, in occasione del volo inaugurale, il 4 gennaio 1956 (in questa occasione il pilotà riuscì a lanciarsi senza riportare ferite). Un terzo prototipo, realizzato per iniziativa privata della SNCASO e destinato a test di guida a distanza, venne quindi modificato ed andò a sostituire quello distrutto nel complesso programma di sperimentazione previsto. Questa intensa serie di prove venne nuovamente funestata da un incidente avvenuto il 21 maggio del 1957: nel corso del 152° volo, in preparazione dell'annuale Salone di Parigi, il primo esemplare andò completamente distrutto provocando la morte del collaudatore. Il terzo esemplare del SO-9050 terminò la propria serie di test volando fino alla fine del 1957, effettuando un totale di 164 voli (dei quali solo 15 effettuati con l'utilizzo del motore a razzo).

### SO-9050 (Trident III)
La prosecuzione del programma venne quindi affidata alla terza serie di velivoli: questi, un lotto complessivo di 10 aerei, pur prendendo la designazione di Trident III mantenevano la sigla SO-9050. In sostanza avrebbe dovuto trattarsi di velivoli di pre-serie destinati ad alloggiare tutti gli equipaggiamenti previsti per la piena operatività, ivi compreso l'armamento. Il primo ordine per 6 esemplari venne confermato nel giugno del 1956 mentre il secondo, per i restanti 4 velivoli, venne dapprima confermato ma successivamente disdetto nell'ottobre del 1957 a causa di restrizioni di bilancio.
I Trident III montavano motori Gabizo senza postbruciatore e motori a razzo SEPR 632 (versione che differiva dalla precedente SEPR 631 per il tipo di combustibile utilizzato) ed anche la capacità del serbatoio per il combustibile del motore a razzo era leggermente superiore. All'estrema prua avrebbe dovuto essere installato un radar di intercettazione e sotto la fusoliera avrebbe dovuto essere alloggiato un missile aria-aria (all'epoca era previsto un Matra R511).
I primi tre esemplari realizzati (portati in volo tra il maggio del 1957 e il gennaio del 1958) non vennero mai dotati né di radar né di armamento (in quest'ultimo caso vennero impiegati simulacri del missile previsto), tuttavia erano in grado di volare a Mach 1,9 e raggiungevano quote di 19 500 m.
Nell'aprile del 1958 il Trident batté i primati relativi ai tempi di salita a 15 000 ed a 18 000 m e si aggiudicò il record mondiale per la massima quota raggiunta con 24 217 m.
Tuttavia i tagli alle assegnazioni del bilancio dello stato, già iniziati nell'autunno del 1957, indussero i vertici dell'Armée de l'air ad interrompere lo sviluppo del Trident: la comunicazione di tale decisione venne trasmessa alla SNCASO il 26 aprile 1958, immediatamente dopo il raggiungimento dei record accennati in precedenza.
Il 4 ottobre 1958 il Ministro della Difesa, ad un'interrogazione parlamentare circa l'abbandono del progetto, specificò che al Trident era stato preferito lo sviluppo del Dassault Mirage III, in quanto velivolo polivalente, in grado di coprire anche il ruolo di intercettore previsto per il Trident che, al contrario, non avrebbe potuto svolgere compiti diversi.
Due giorni dopo, il 6 ottobre 1958, il 6º esemplare di Trident III volò per l'ultima volta, raggiungendo la quota di 26 000 m.

## Tecnica

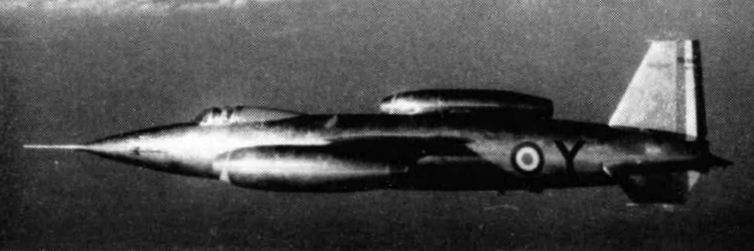
SNCASO SO-9000 Trident

### Struttura
Monoplano interamente metallico, il Trident era realizzato con ampio ricorso alla tecnica dei pannelli sandwich. Le linee aerodinamiche erano particolarmente curate ed in particolare l'abitacolo risultava quasi completamente annegato all'interno della fusoliera. Venne scelta la configurazione con ala dritta: all'epoca questa garantiva maggiori vantaggi alle basse velocità rispetto all'ala a freccia; gli impennaggi erano caratterizzati dal considerevole angolo diedro negativo dei piani orizzontali. Nella parte posteriore della fusoliera erano ricavati una serie di freni aerodinamici.

### Motore
La propulsione del Trident era affidata a due turbogetti installati alle estremità alari e ad un motore a razzo situato all'estremità posteriore della fusoliera.
Il primo turbogetto impiegato sul Trident I era il Turbomeca Marboré che sviluppava una spinta pari a 3,9 kN, che successivamente, dimostratosi inadeguato rispetto alle attese, venne sostituito con il Dassault MD30 (copia costruita su licenza del britannico Armstrong Siddeley Viper) in grado di sviluppare una potenza di 7,31 kN. Una successiva modifica, introdotta operativamente solo sul Trident III, vide l'impiego del turbogetto Turbomeca Gabizo: quest'ultimo era in grado di erogare una potenza di 10,79 kN senza postbruciatore che saliva a 14,71 kN in caso di utilizzo del postbruciatore.
I motori a razzo installati sul Trident erano realizzati dalla parigina Societe d'Etude de la Propulsion par Reaction (SEPR): sul Trident I venne installato il motore SEPR 481, composto da 3 unità singole che potevano operare separatamente e che sviluppavano, ciascuna, una forza di 14,71 kN. A partire dal Trident II si optò per l'utilizzo del motore SEPR 631, in pratica una versione ridotta del precedente, composta da 2 sole unità, la cui potenza unitaria era invariata. Questi due motori erano alimentati a furaline (una miscela di alcool furfurilico, xylidine e metanolo). Sul Trident III venne installata una nuova versione del motore a razzo, la SEPR 632, che manteneva la medesima potenza ma era alimentata da una miscela di trietilammina, xilidina e acido nitrico (più nota come Tonka) di più semplice produzione.